# Va Va Voom
„Va Va Voom“ je píseň americké nahrávací umělkyně Nicki Minaj z deluxe vydání jejího druhého studiového alba Pink Friday: Roman Reloaded z roku 2012. Na psaní se podíleli Lukasz Gottwald, Allan Grigg, Max Martin a Henry Walter a vyprodukovali jej Dr Luke, Kool Kojak a Cirkut. Song je také obsažen v převydání alba Pink Friday: Roman Reloaded – The Re-Up (2012). Na amerických a britských rádiích debutoval 12. září 2012 pod vydavatelstvím Young Money, Cash Money a Universal Republic.

## Hitparády
- Austrálie – 36.
- Belgie (Vlámsko) – 6.
- Belgie (Valonsko) – 1.
- Kanada – 18.
- Česko – 52.
- Finsko – 30.
- Francie – 54.
- Německo – 34.
- Maďarsko – 28.
- Irsko – 13.
- Nový Zéland – 20.
- Slovensko – 19.
- Švýcarsko – 62.
- UK R&B – 3.
- UK Singles – 20.
- US Billboard Hot 100 – 22.
- US Hot Dance Club Songs (Billboard) – 8.
- US Pop Songs (Billboard) – 13.